# Ópera Húngara de Cluj-Napoca
La Ópera Húngara de Cluj-Napoca (en rumano: Opera Maghiară din Cluj) en Cluj-Napoca es una compañía de ópera de Rumanía, fundada el 17 de diciembre de 1948. La estructura fue construida durante 1909-1910, en el sitio de un viejo teatro de verano que se remonta y fue reconstruido en 1959-1961. El conjunto puede albergar 862 personas. El edificio también alberga el Teatro Húngaro de Cluj.